# St. Cyriakus (Dümpelfeld)

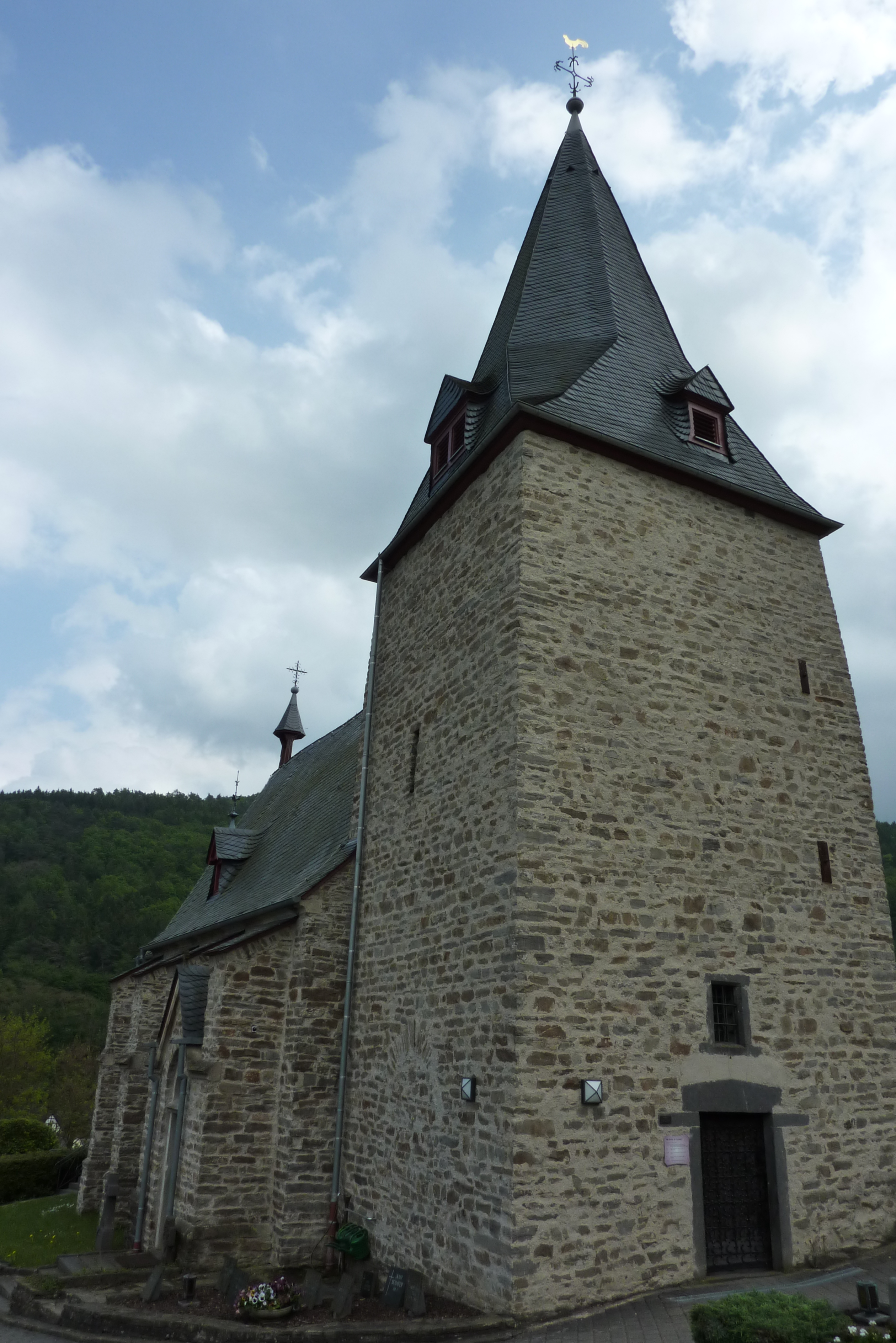
St. Cyriakus, von Westen

Die katholische Pfarrkirche St. Cyriakus in Dümpelfeld, einer Ortsgemeinde im Landkreis Ahrweiler im Norden von Rheinland-Pfalz, wurde ursprünglich im 13. Jahrhundert erbaut. Die Kirche ist dem heiligen Cyriakus und dem heiligen Antonius geweiht. Bei Renovierungsarbeiten von 1998 bis 2003 wurden mittelalterliche Wandmalereien entdeckt und teilweise wieder freigelegt.

## Architektur
Der Kern des unverputzten Bruchsteinbaus stammt aus dem 13. Jahrhundert. Mitte des 15. Jahrhunderts wurde die Kirche gotisiert und zu einem zweischiffigen Bau mit Rippengewölbe verändert. Das Gewölbe besitzt figurale Schlusssteine und ruht auf figürlichen Wandkonsolen und zwei Mittelsäulen. Der Chor wurde in dieser Zeit angebaut und Strebepfeiler stützen zur Nordseite hin das Gebäude. An der Westseite dominiert der Turm auf quadratischem Grundriss und ein Portal mit Basaltgewänden und einer gotischen Holztür bildet den Haupteingang. Teilweise mit Dreipässen gefüllte Rundbogenfenster geben dem Langhaus sehr viel Licht.
In den Jahren 1894/95 wurde an der Ostwand des Chores eine sechseckige Sakristei angebaut. Die um 1880 eingebaute Orgelempore wurde 2002 wieder entfernt.

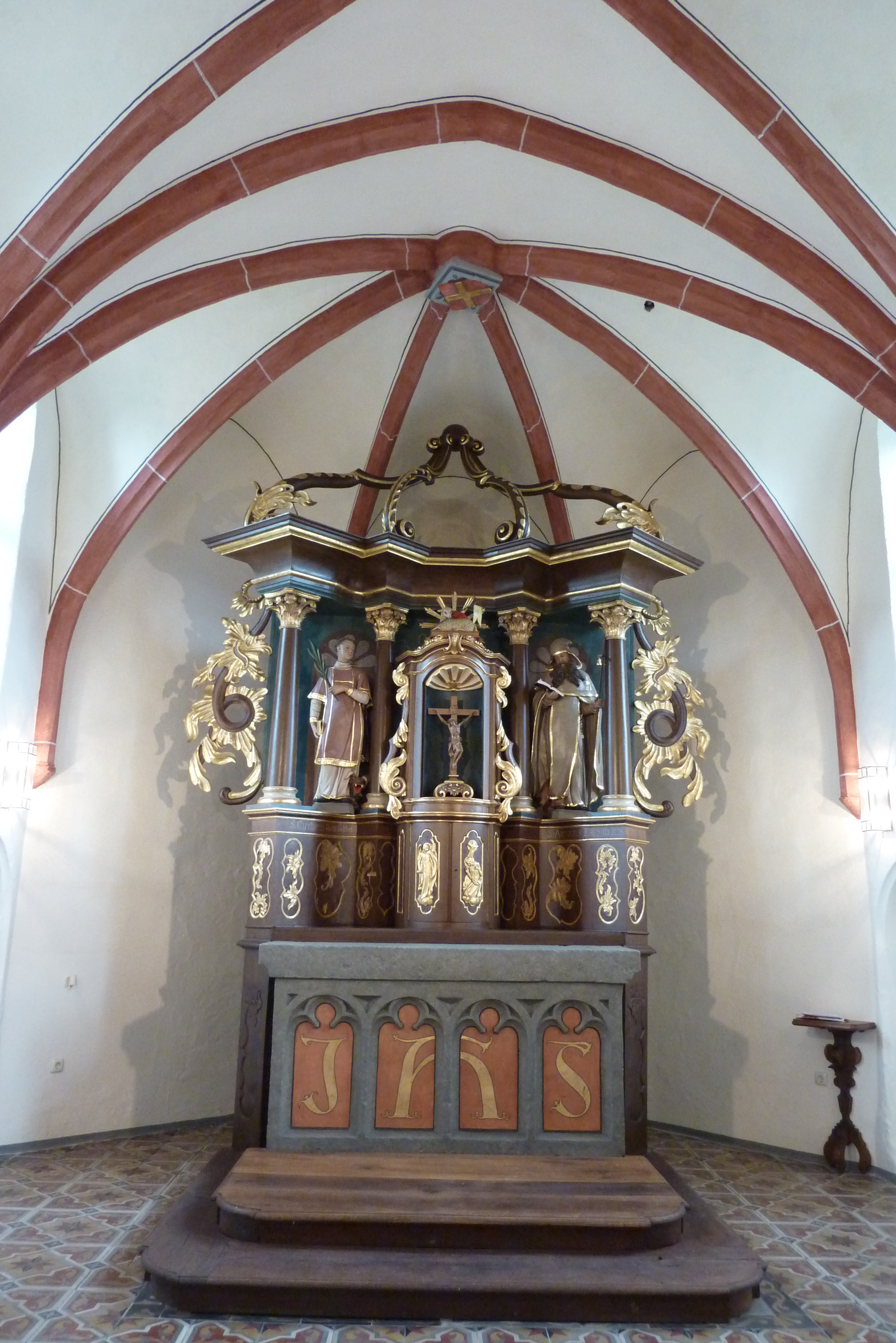
Chor mit Hauptaltar

## Ausstattung
Die Seitenaltäre vom Ende des 17. Jahrhunderts wurden von Georgio Osterspey aus Antweiler gefertigt. Der linke Seitenaltar ist der Muttergottes geweiht und der rechte dem heiligen Josef. Der barocke Hochaltar mit vier korinthischen Säulen und einem Tabernakelaufsatz ist älter. Eine Skulptur stellt den heiligen Cyriakus als Diakon mit Buch dar. Zu seinen Füßen ist ein Drache zu sehen. Cyriakus zählt zu den Vierzehn Nothelfern. Der heilige Antonius, der Eremit, wird als Mönch dargestellt. An seinem Rocksaum erkennt man ein Schwein.

## Orgel
Die Balthasar-König-Orgel von 1730 soll in den nächsten Jahren renoviert und wieder in der Kirche aufgebaut werden.